# پدرو لوپس (بازیکن فوتبال، زاده ۱۹۱۲)
پدرو لوپس (اسپانیایی: Pedro López‎؛ ۱۹۱۲ – ۱۷ ژوئن ۲۰۰۶) بازیکن و مربی فوتبال اهل کلمبیا بود.
وی همچنین در تیم ملی فوتبال کلمبیا بازی کرده است.